# کلید (تونالیته)
در تئوری موسیقی، کلیدِ یک آهنگ دسته‌ای از زیروبمی‌ها (نواک‌ها) یا گامی است که در موسیقی کلاسیک، هنر غربی و موسیقی پاپ غربی، باعث خلق آهنگ می‌شود. این دسته از نواک‌ها، حول نُتِ پایه قرار دارند و مجموع این‌ها برابر و متناظر آکوردی است که آکورد پایه نیز گفته می‌شود. این آکورد، احساسی ذهنی مبنی بر ورود به دنیای موسیقی و ماندن در آن‌جا را ایجاد می‌کنند و همین‌طور رابطه‌ای یگانه با نواک‌های دیگر همان گروه، آکوردهای مربوط به آن‌ها و آکوردها و نواک‌های بیرون از گروه دارند. نُت‌ها و آکوردهای دیگری نیز غیر از نت و آکورد پایه وجود دارند که در قطعه، درجات مختلفی از کشش را ایجاد می‌کنند که با برگشت نت و آکورد پایه، حس قبلی دوباره ایجاد می‌شود.
کلید ممکن است در حالت بزرگ یا کوچک باشد، اما هنگامی که در حالت بزرگ است، به صورت عبارتِ «این قطعه در لا ساخته شده‌است» بروز پیدا می‌کند. موسیقی عامه‌پسند اغلب مانند موسیقی کلاسیک در دوران رواجش (۱۶۵۰–۱۹۰۰) در یک کلید نواخته می‌شوند. قطعات طولانی در رپرتوارهای کلاسیک ممکن است بخش‌هایی در کلیدهای متضاد داشته باشند.

## یادداشت
1. ↑  key